# Cineteca Alameda
La Cineteca Alameda es una cineteca ubicada en la ciudad de San Luis Potosí, en el estado de ese mismo nombre, en México. Está dedicada a la exhibición de cine de México y otros países y ocupa el edificio del Teatro Alameda, un recinto construido en los años 40 frente a la Alameda Juan Sarabia de esa ciudad. También se realizan conciertos de distintos géneros musicales en este recinto.

## Historia
El edificio donde se ubica la Cineteca Alameda fue el Cine Teatro Alameda, una edificación hecha en 1941 por el arquitecto Carlos Crombé. Su construcción fue financiada por el empresario Alfredo Lasso de la Vega García-Rojas. Su estilo exterior es colonial californiano, y los interiores de la sala están inspirados en la arquitectura de la ciudad, con un estilo ecléctico. El recinto se inauguró el 27 de febrero de 1941, con la exhibición de la película Siete pecadores protagonizada por Marlene Dietrich y John Wayne. Fue considerado uno de los cines más modernos de México hasta los años 1960. 
En el 2000, se publicó un decreto estatal, a través del cual se convirtió el inmueble en la cineteca estatal de San Luis Potosí. El 6 de junio del 2009, luego de obras de acondicionamiento, se publicó el Decreto de Creación de la Cineteca Alameda.

## Actividades
Además de la programación regular de cine de México y otros países, la cineteca es sede de eventos de exhibición como la Semana de Cine Mexicano en tu Ciudad, el Tour de Cine Francés y la muestra de películas del acervo de la Cineteca Nacional.
Reinaugurado el 6 de junio de 2009, la cineteca sigue siendo sede de espectáculos de danza, música y teatro, asambleas, conferencias, circos, festivales, eventos infantiles y cursos de dibujo, cine, fotografía.